# 乙酸四氢糠酯
乙酸四氢糠酯（英語：Tetrahydrofurfuryl acetate）是一种用于食品和化妆品的香精，具有水果样香气和甜味。有的也形容为具有蜂蜜、枫香或面包似气味。
在美国，乙酸四氢糠酯被普遍认为是安全的。被允许添加到饮料、冰激凌和烘焙糕点等。在中华人民共和国，乙酸四氢糠酯也被允许添加到食品中。
乙酸四氢糠酯作为一种杂环酯，可以由四氢糠醇与乙酸酐反应得到。其衍生的香精种类还有丁酸四氢糠酯、四氢糠醇和丙酸四氢糠酯。